# Шавель, Ростислав Владимирович
Ростислав Владимирович Шавель (бел. Расціслаў Уладзіміравіч Шавель; род. 2 апреля 2001, Минск) — белорусский футболист, политический заключённый.

## Клубная карьера
Выступал за дублирующий состав «Городеи». С начала 2020 года начал привлекаться к тренировкам основной команды. 25 апреля состоялся его дебют в Высшей лиге Белоруссии. На 79-й минуте матча с БАТЭ Шавель вышел на поле, заменив Станилава Сазоновича. Уже в следующей игре с брестским «Рухом» главный тренер команды выпустил Ростислава в стартовом составе. Встреча завершилась с ничейным счётом 1:1, нападающий не отметился результативными действиями и на 70-й минуте уступил место Сергею Пушнякову. В дальнейшем продолжал играть за дубль, редко привлекался в основной состав. В декабре 2020 года покинул клуб.

## Политическое преследование (с 2020)
В августе 2020 года был арестован на восемь суток; 1 ноября 2020 года Шавель был снова задержан за участие в марше и арестован на 15 суток. В тот же день на него завели уголовное дело по ст. 342 УК РБ (организация и подготовка действий, которые грубо нарушают общественный порядок, или активное участие в них).
17 мая 2021 года был снова задержан людьми в штатском и осуждён на 15 суток за «неподчинение» сотрудникам милиции. После отбытия срока его арестовали ещё на трое суток, а 4 июня посадили в СИЗО-1 Минска. 8 июня 2021 года совместным заявлением девяти организаций, среди которых Правозащитный центр «Весна», Белорусский Хельсинкский комитет, Белорусский ПЕН-центр, был признан политическим заключённым.
22 сентября 2021 года суд Заводского района Минска (судья – Олег Коляда) присудил Шавелю три года «домашней химии».

## Статистика выступлений

### Клубная статистика
| Выступление      | Выступление      | Выступление      | Лига | Лига | Кубки | Кубки | Конт. кубки | Конт. кубки | Итого | Итого |
| Клуб             | Лига             | Сезон            | Игры | Голы | Игры  | Голы  | Игры        | Голы        | Игры  | Голы  |
| ---------------- | ---------------- | ---------------- | ---- | ---- | ----- | ----- | ----------- | ----------- | ----- | ----- |
| Городея          | Высшая лига      | 2020             | 5    | 0    | 0     | 0     | 0           | 0           | 5     | 0     |
| Городея          | Итого            | Итого            | 5    | 0    | 0     | 0     | 0           | 0           | 5     | 0     |
| Всего за карьеру | Всего за карьеру | Всего за карьеру | 5    | 0    | 0     | 0     | 0           | 0           | 5     | 0     |